# Квашнин, Сергей Иванович
Сергей Иванович Квашнин (23 октября 1955 года, Шахунья, Горьковская область, РСФСР, СССР — 28 октября 2021 года, Киров, Россия) — российский художник, график, гравёр, ювелир, академик Российской академии художеств (2018).

## Биография
Художник-график, гравер, ювелир
Родился 23 октября 1955 года в г. Шахунья Нижегородской области, жил и работал в Кирове.
Окончил Павловское художественное училище, художественно-графический факультет Костромского государственного педагогического университета.
В 2016 году — избран членом-корреспондентом, а в 2018 году — академиком Российской академии художеств от Отделения дизайна.
С 2010 года — член Союза художников России, член Международной Ассоциации Изобразительных искусств ЮНЕСКО.
Вел общественную деятельность по сохранению наследия великого ювелира Карла Фаберже.
Произведения (ювелирные украшения) представлены в собраниях музеев и частных коллекциях в России и за рубежом, в том числе в Музее Фаберже (Баден-Баден). 
Умер 28 октября 2021 года.

### Семья
- сын, российский гравер, ювелир Александр Сергеевич Квашнин (род. 1989), член-корреспондент РАХ (2019).

## Награды
- Заслуженный художник Российской Федерации (2019)
- Почётный гражданин Кирова (2021)[1]
- Почётная грамота Законодательного собрания Кировской области за большой вклад в развитие ювелирного искусства (2007)
- Почётная грамота правительства Кировской области за высокий профессионализм и значительный вклад в развитие ювелирного искусства (2013)
- Почётный знак «За заслуги перед городом Кировом» (2015)
- Отраслевой Знак Почёта «Ювелирная Россия» (2015)
- Благодарность руководителя «Гохрана России» (2015)
- Награды Русской православной церкви:
  - Орден священноисповедника Николая, митрополита Алма-Атинского и Казахстанского (2015)
  - Орден «За заслуги в православном искусстве II, I степени» (2016, 2017)